# Happy Days
Zile Fericite (în engleză: Happy Days) este un sitcom american care a fost difuzat pe ABC din 1974 până în 1984. Serialul i-a avut în rolurile principale pe Ron Howard, Anson Williams, Donny Most și Erin Moran. Acțiunea se desfășura în America la mijlocul anilor 1950 - mijlocul anilor 1960. Serialul este considerat ca fiind cel mai popular program de televiziune din toate timpurile.

## Începutul
Serialul a început ca o idee a directorilor NBC. Ideea lor a fost o serie despre o familie suedeză-americană care trăia într-un cartier sărac la mijlocul anilor 1920. Au abordat ideea lui Garry Marshall, care a transformat ideea într-o serie despre o familie americană care trăia la începutul anilor 1950. Au filmat un pilot, intitulat „Noua Familie din Oraș”, și l-au prezentat la NBC, dar l-au refuzat. În schimb, pilotul a fost difuzat ca o scenetă la „Love, American Style” în 1972. În 1973, a fost filmat un al doilea pilot, intitulat „The Happy Days”. Intriga a fost mai târziu reciclată pentru primul episod al serialului propriu-zis, „All The Way”. 

## Epoca Richie și Potsie (1974-1975)
ABC a preluat show-ul în ianuarie 1974. Primele două sezoane s-au concentrat în jurul lui Richie Cunningham (Ron Howard) și a prietenului său cel mai bun, Potsie Weber (Anson Williams), ambii băieți de liceu, urmărind fete și dorind să „meargă constant”. Alte personaje au prezentat doi tipi cool, aceștia fiind Ralph Malph (Don Most) și Fonzie (Henry Winkler). A prezentat și familia lui Richie. Tatăl său Howard (Tom Bosley), mama lui Marion (Marion Ross), fratele său mai mare Chuck (Gavin Oheirlhy, sora mai mică Joanie Cunningham (Eran Moran).

## Era Fonzie (1975-1980)

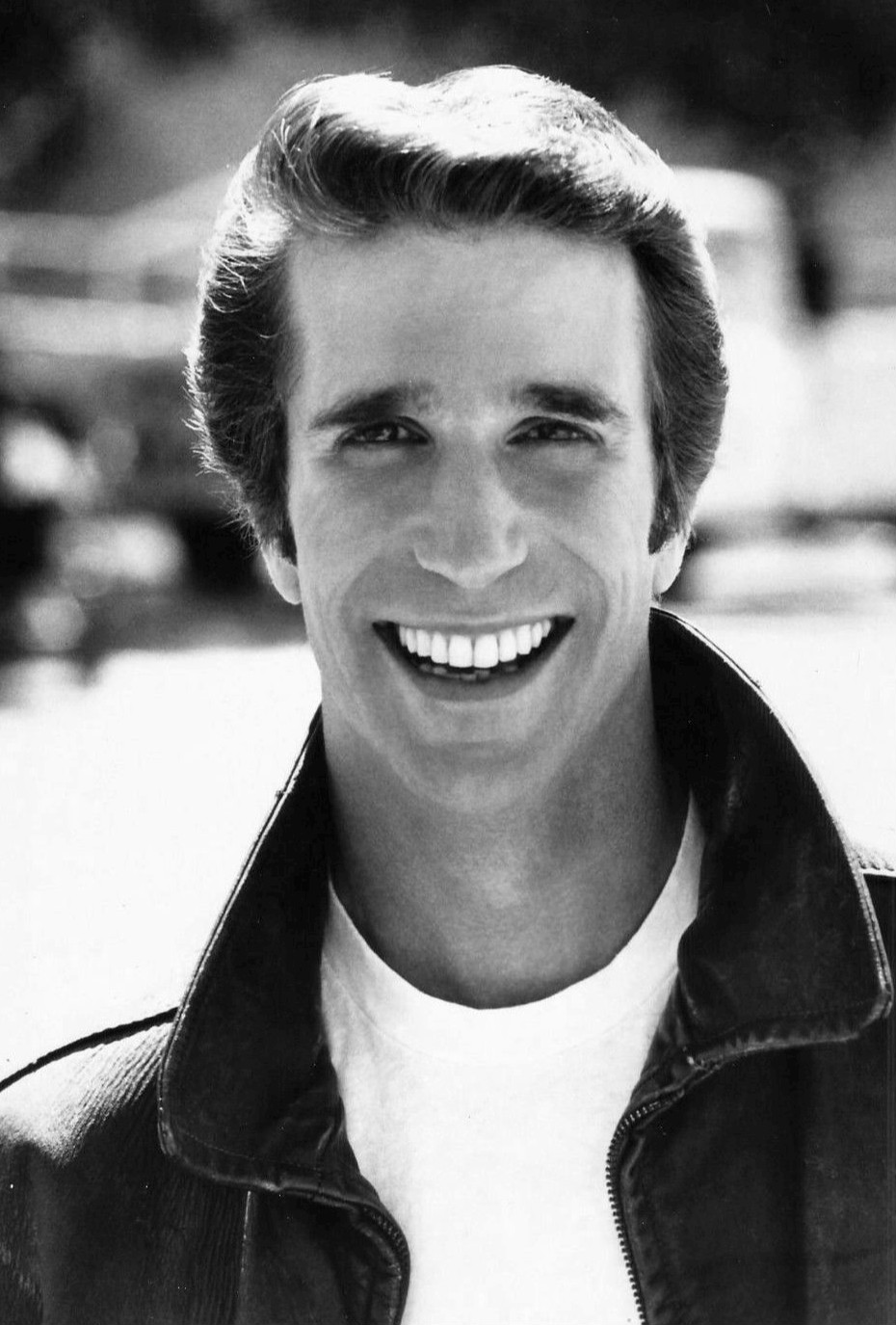
Fonzie

După cel de-al doilea sezon al emisiunii în 1975, spectacolul a fost aproape anulat. ABC a vrut ca Marshall să centreze spectacolul în jurul personajului (pe atunci) minor al lui Fonzie și să treacă la un format cu mai multe camere. Marshall a fost de acord. Alte modificări au inclus introducerea personajului (în acel moment doar menționat) al lui Arnold (proprietarul magazinului de malțuri la care băieții se petreceau adesea), schimbarea piesei tematice din „Rock Around The Clock” în „Happy Days” și transformarea personajului Ralph într-un bărbat cool într-un tocilar. În cel de-al cincilea sezon al serialului, serialul a prezentat personajul lui Charlie Arcola (Scott Baio), noul interes amoros al lui Joanie. Era Fonzie a durat până când Ron Howard și Don Most au părăsit serialul în 1980.

## Era Joanie și Chachi (1980-1984)
Ron Howard (Richie) și Don Most (Ralph) au părăsit serialul în 1980 din motive personale. Fără doi dintre cei patru actori principali, spectacolul a început să se concentreze pe relația dintre Joanie și Charlie. Această epocă a durat până când spectacolul s-a încheiat în 1984.

## Personaje
- Richie Cunningham (Ron Howard) - În primele șapte sezoane, Richie a fost personajul principal. Richie a fost un elev de liceu destul de relaxat și un om strâmt față de grupul de prieteni. El este copilul mijlociu din Cunningham.
- Warren "Potsie" Weber (Anson Williams) - În primele două sezoane, Potsie a fost cel mai bun prieten al lui Richie. Cu toate acestea, începând cu sezonul 3, Potsie și Ralph au devenit cei mai buni prieteni, deoarece Richie era acum cel mai bun prieten al lui Fonzie. Când Richie și Ralph au părăsit serialul în 1980, Potsie a fost retrogradat la un personaj minor.
- Ralph Malph (Don Most) - În primele două sezoane, Ralph a fost un tip cool care a condus un hot rod și s-a conectat cu majorete. Cu toate acestea, începând cu sezonul 3, Ralph a devenit un tocilar. Ralph a plecat după sezonul 7, cu Richie.
- Arthur "Fonzie" Fonzarelli - În primele două sezoane, Fonzie a fost un tip foarte cool care conducea o motocicletă. Cu toate acestea, în sezonul 3, el nu a fost la fel de cool. Începând cu sezonul 8, Fonzie a devenit un bătăuș de grăsime.
- Joanie Cunningham (Eran Moran) - Joanie este cel mai mic copil din Cunningham și singura fiică. În primele două sezoane, Joanie a fost doar un personaj recurent, dar a devenit un personaj principal în sezonul 4 și a devenit unul dintre cele două personaje principale din sezonul 8. Până în prezent, Joanie este cel mai iconic personaj al serialului.
- Charles "Charlie" Arcola - Charlie este vărul lui Fonzie și iubitul lui Joanie în sezoanele 5-11. S-a căsătorit cu Joanie în finala sezonului 11, „Passages Part 2”.
- Howard Cunningham (Tom Bosley) - Howard este tatăl lui Chuck, Richie și Joanie și este soțul lui Marion.
- Marion Cunningham (Maria Ross) - Marion este mama lui Chuck, Richie și Joanie și este soția lui Howard.
- Charles "Chuck" Cunningham" (Gavin Oheirlhy, Randy Roberts) - Chuck este cel mai mare copil Cunningham. El a dispărut în mod misterios după sezonul 2 și nu a mai fost menționat niciodată.
- Laurie-Beth Cunningham (originally Allen) (Linda Goodfriend) - Laurie-Beth a devenit iubita lui Richie în sezonul 5. Cei doi s-au căsătorit în sezonul 8.
- Matsuo "Arnold" Takahashi (Pat Morita) - Arnold era proprietarul Arnold's, magazinul de malțuri în care copiii se petreceau mereu. A renunțat în sezonul 3.
- Al Delveccio (Al Molinaro) - Al a devenit proprietarul lui Arnold în sezonul 4.
- Gloria Johnson (Linda Purl) - Gloria a fost iubita lui Richie în sezonul 2.
- Mary Lou Milligan (Kathy Odare) - Iubita lui Richie în sezonul 1.
- Ashley Fister (Linda Purl) - Iubita lui Fonzie în sezonul 10.
- KC Cunningham (Cryatal Bernard) - nepoata lui Howard.
- Roger Phillips (Ted MicGinley) - vărul lui Richie, Chuck și Joanie.
- Jennifer Piccalo (Kathy Silvers) - Cel mai bun prieten al lui Joanie.